# Représentation graphique
 (octobre 2021).
La représentation graphique est l'inscription de signes et de formes sur une surface support pour désigner des concepts ou des réalités concrètes, voire en exprimer des propriétés et relations, par le biais de la perception visuelle (ou plus rarement tactile) de leur agencement. Elle peut s’appuyer sur représentation figurative proche de leur apparence réelle, utiliser des symboles tels que les chiffres ou certains pictogrammes modernes, et organiser les informations selon des structures telles que la frise chronologique, les cartes, les graphes, diagrammes et tableaux,…
Ces représentations apparaissent dans tous les domaines de l'art et des sciences, pour la communication et l'enregistrement d'informations. Ce sont des outils d'analyse, de médiation de compréhension et de communication.
Elles se distinguent des représentations en trois dimensions et du problème de l’encodage en informatique ou en théorie du signal.

Exemples de représentations graphiques
Représentation figurative sur la plaque de Pioneer
Pictogramme du handicap physique
Frise chronologique de Wikipédia dans l’évolution du numérique
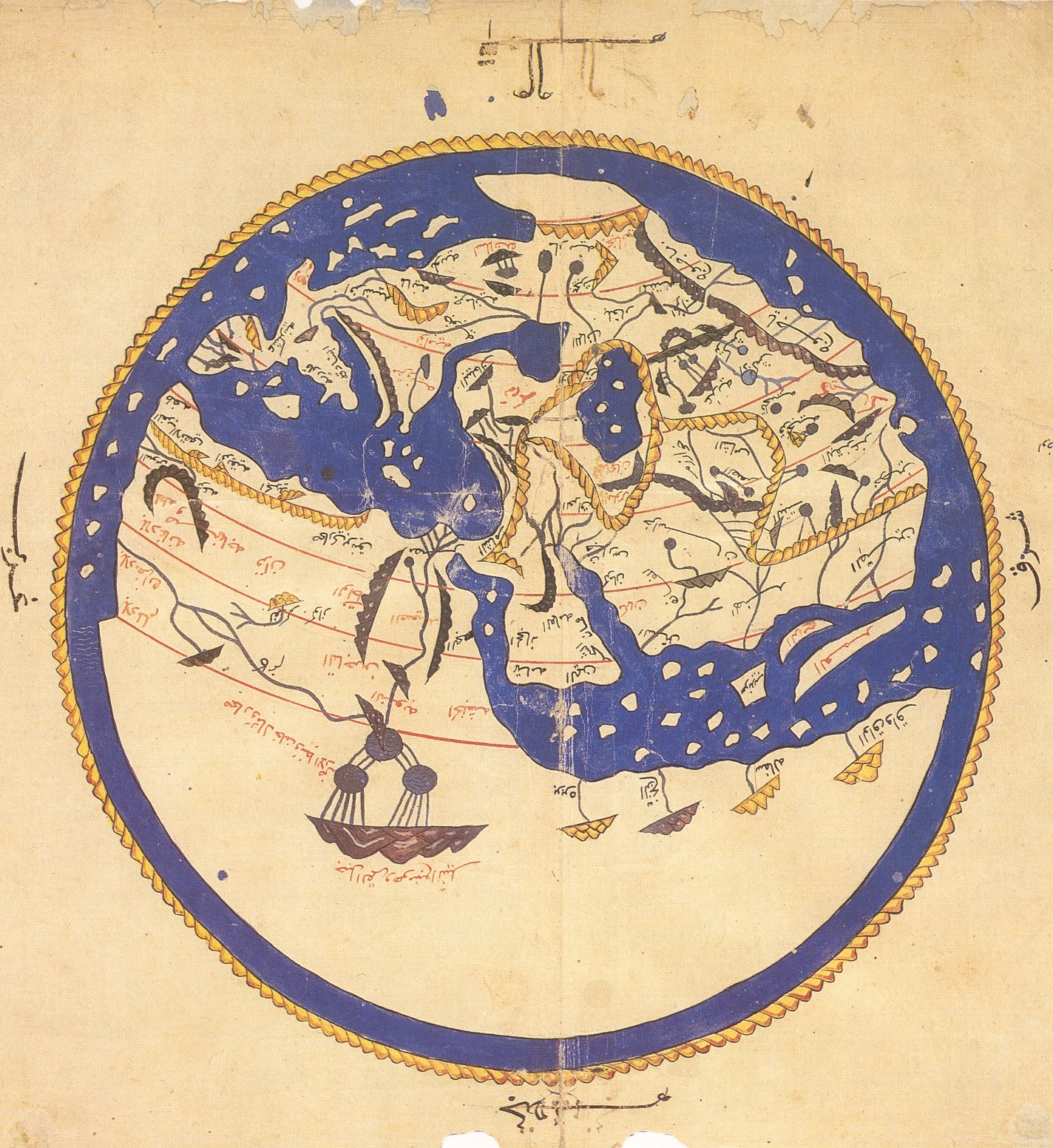
Carte du monde de 1154 par Al Idrissi
Graphe représentant le protocole de résolution d’une adresse IP
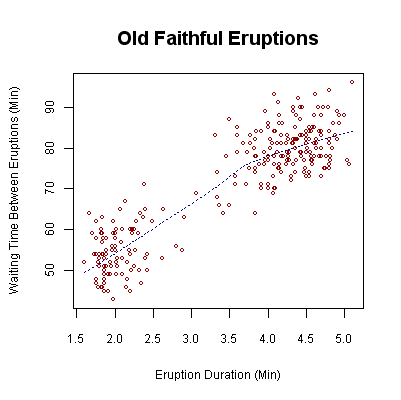
Diagramme du temps d'attente entre les éruptions et de la durée de l'éruption pour le geyser Old Faithful
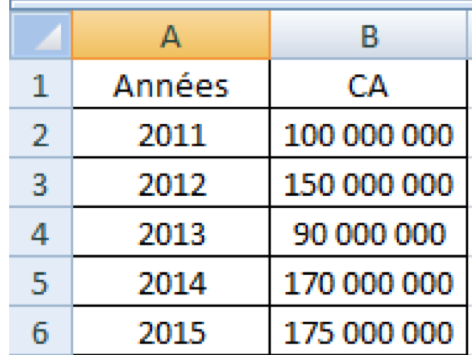
Table de valeurs donnant un chiffre d'affaires en fonction de l’année

## Techniques

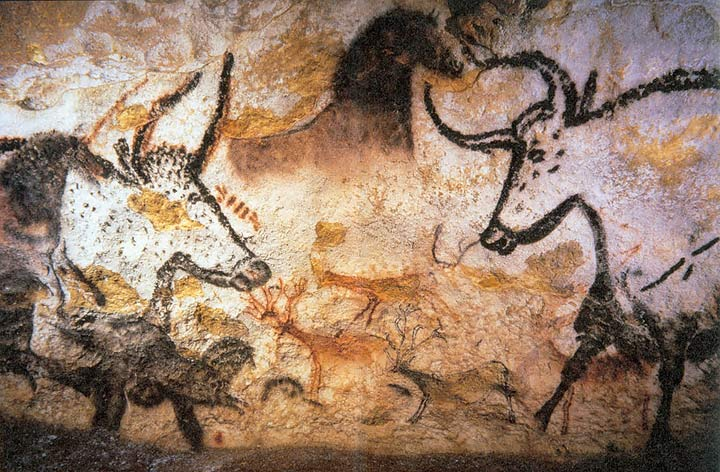
Grotte de Lascaux.

Les plus anciennes représentations graphiques dont on ait la trace relèvent de l’art rupestre ou pariétal de parfois plus de 150 millénaires. Ces images sur roche ont traversé le temps plus sûrement que l’expression sur d’autres matériaux qui n’ont pu résister à l’usure ou à la décomposition, comme la peau ou des végétaux. Le sable et la terre meuble ont aussi pu servir à tracer des motifs éphémères.
Les supports se sont diversifiés au cours des siècles avec le développement de la céramique, du textile, de la métallurgie, du papier, des plastiques… 
La représentation peut se faire par dépôt de pigments ou d’objets macroscopiques comme des coquillages, cailloux, bâtonnets ou pièces de mosaïque. Elle peut aussi s’obtenir par gravure de la surface à l’aide d’outils ou de substances corrosives. La projection lumineuse de la lanterne magique, ancêtre du cinéma et du rétroprojecteur, permet de diffuser une représentation à partir d’un support transparent.
L’électronique a ouvert la voie à un traitement de sortie graphique modulable sur écran par luminescence sur écran cathodique ou par diverses techniques d’affichage numérique (cristaux liquides, OLED…)

## Utilisation

### Art
La représentation graphique est l’un des moyens d’expression de l’art plastique depuis la préhistoire. Elle peut donner à voir au-delà de la barrière de la langue en montrant une situation vécue ou imaginée, avec une apparence réaliste, schématique ou caricaturale. Elle offre aussi une pérennité à l’œuvre.

### Information
Certains artefacts comme l’os d'Ishango datant de 20 000 ans portent des marques qui ont pu être considérées comme des tracés volontaires mais le manque d’éléments de contexte rend difficile leur interprétation.

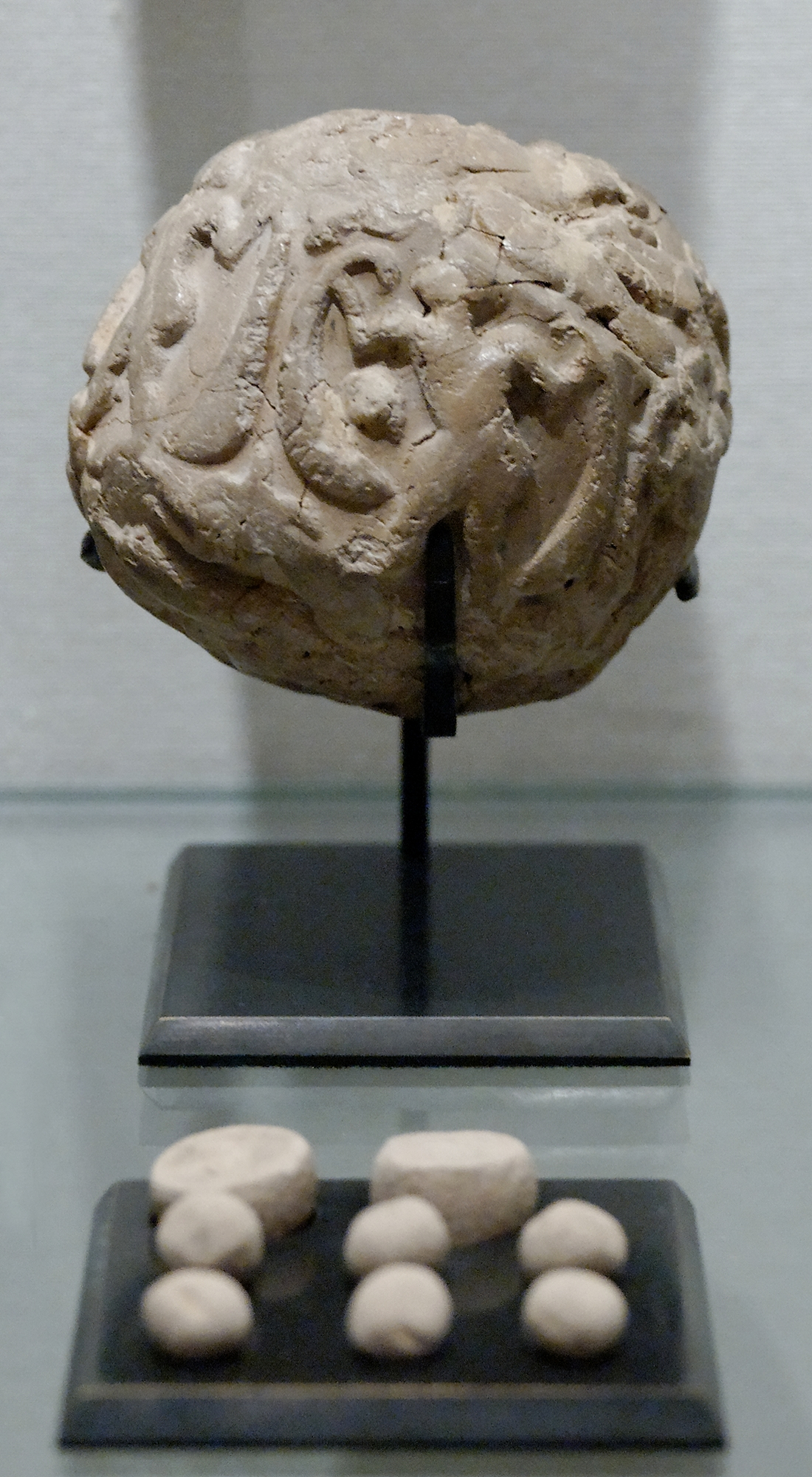
Bulle-enveloppe et ses jetons de comptabilité

L’apparition de la représentation symbolique s’inscrit dans le processus de l’invention de l’écriture, avec les marques faites sur les bulles-enveloppes de comptage mésopotamiennes qui donneront naissance à la notation cunéiforme.

Le papyrus de Moscou, datant de 1850 av. J.-C. environ, montre une représentation géométrique pour un problème mathématique.

## Représentation de concepts et de relations
Il est parfois utile de représenter des concepts de manière graphique. Il peut s'agir de marquer les esprits et d'aider à mémoriser les concepts, ou bien de faciliter l'identification. On utilise typiquement les notions de métaphore, l'allégorie et le logotype. Il peut aussi s'agir simplement d'une étiquette (un rectangle, un losange, une ellipse…) contenant un mot.
Lorsque l'on veut représenter les liens entre différents concepts, on utilise fréquemment des arcs, c'est-à-dire des traits ou des flèches reliant les représentations concepts ; on peut aussi utiliser un positionnement particulier des représentations, les faire se recouvrir. Cela donne des figures de type organigramme, carte heuristique ou schéma conceptuel ; mathématiquement, il s'agit souvent de graphes, et en particulier d'arbres.
Lorsqu'il existe un lien hiérarchique entre les concepts, on utilise volontiers :
- une pyramide (pyramide des besoins, pyramide des risques…) ; selon les cas, le concept le plus important peut être au sommet (chef), ou bien à la base (fondation) ;
- un arbre se développant dans une direction donnée ; la direction n'est pas neutre, haut et bas peuvent s'interpréter comme pour la pyramide, gauche et droite peuvent avoir un impact différent selon le sens de lecture de la personne lisant le graphique ;
- des boîtes imbriquées.

## Représentation de valeurs numériques

### Applications
- Représentation graphique de données statistiques ;
- Représentation graphique d'une fonction mathématique.

### Représentation d'une valeur
Une valeur numérique, ou scalaire, est en général représentée de deux manières :
- par la position sur un axe gradué (échelle) ;
- par une couleur ; il y a alors une correspondance entre couleur et valeur, qui est typiquement :
  - une échelle de luminosité/saturation, comme une échelle de gris, un dégradé couleur saturée/noir ou couleur saturée/blanc,
  - une échelle de teintes ; ce type d'échelle pose un problème pour les daltoniens.

Les valeurs sont fréquemment affectées d'une incertitude, que ce soit un incertitude liée à un mesurage ou d'une incertitude liée à des approximations de calcul. Lorsque la valeur est représentée par une position sur une échelle, l'incertitude est souvent représentée par une barre d'incertitude.

### Positionnement de la valeur
S'agissant d'une représentation graphique, la valeur représentée doit être positionnée sur le papier ou l'écran.
Dans certains cas, la position est « naturelle ». Par exemple, si la valeur est associée à un point de l'espace (notion de champ), on positionne la représentation de la valeur sur une carte avec une notion d'échelle.
Lorsque l'on a une série de valeurs temporelles, on positionne en général leurs représentations sur un axe gradué en temps.

### Représentation d'un vecteur ou d'un tenseur
Les données sont parfois plus complexes que de simples valeurs numériques. De manière générale, il peut s'agir d'un tenseur, que l'on peut voir de manière simpliste comme un tableau de valeurs. On peut alors :
- représenter indépendamment chacune des composantes du tenseur, lorsque cela a un sens ;
- calculer une grandeur scalaire (un nombre unique) représentant une tendance pertinente par rapport au problème ; c'est par exemple le cas, en mécanique des milieux continus, de la contrainte équivalente.

Lorsqu'il s'agit d'un vecteur de dimension 2 ou 3, c'est-à-dire d'un groupe de deux ou trois valeurs, on peut alors représenter la valeur par une flèche dont les composantes sont les valeurs affectées d'une échelle. On peut aussi se contenter d'une grandeur scalaire représentative, typiquement la norme du vecteur (on représente l'intensité du phénomène et pas sa direction), ou bien encore tracer les lignes de champ si l'on ne s'intéresse qu'aux directions.